# Vuelta a Antioquia
Das Straßenradrennen Vuelta a Antioquia ist ein kolumbianischer Wettbewerb im Radsport, der seit 1973 als Etappenrennen für Berufsfahrer veranstaltet wird. Das Rennen findet im kolumbianischen Departamento de Antioquia statt.

## Palmarès
- 1973  Juan Morales
- 1974  Óscar González
- 1975 nicht ausgetragen
- 1976  Abelardo Ríos
- 1977  Gonzalo Marín
- 1978  Abelardo Ríos
- 1979 nicht ausgetragen
- 1980  José Patrocinio Jiménez
- 1981  Julio Rubiano
- 1982  José Patrocinio Jiménez
- 1983  Reynel Montoya
- 1984  Fabio Parra
- 1985  Antonio Londoño
- 1986  Reynel Montoya
- 1987  Reynel Montoya
- 1988  Pablo Wilches
- 1989  Oliverio Rincón
- 1990  Gustavo Wilches
- 1991  Álvaro Mejía
- 1992  Carlos Jaramillo
- 1993  Javier Zapata
- 1994  Héctor Castaño
- 1995  Óscar de Jesús Vargas
- 1996  Argiro Zapata
- 1997  Germán Ospina
- 1998  Álvaro Sierra
- 1999  Hernán Darío Muñoz
- 2000  Javier Zapata
- 2001  Javier Zapata
- 2002  Javier González
- 2003  Carlos Alberto Contreras
- 2004  José Castelblanco
- 2005  Libardo Niño
- 2006  Libardo Niño
- 2007  Mauricio Ortega
- 2008  Mauricio Ortega
- 2009  Fredy González
- 2010  Óscar Sevilla[1]
- 2011  Óscar Sevilla
- 2012  Alex Cano
- 2013  Óscar Sevilla
- 2014  Camilo Andrés Gómez
- 2015  Óscar Sevilla
- 2016  Omar Mendoza
- 2017  Danny Osorio
- 2018  José Serpa
- 2019  Miguel Ángel Reyes
- 2020  Alexander Gil
- 2021  Didier Merchán
- 2022  Javier Jamaica
- 2023  Diego Pescador
- 2024  Sergio Henao